# Eugen Felle

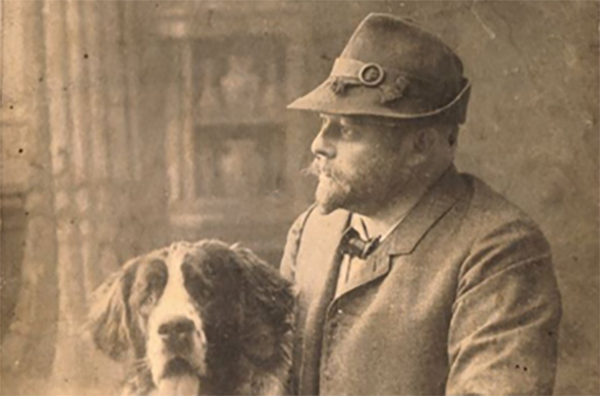
Eugen Felle mit Bernhardiner aus seiner Zucht

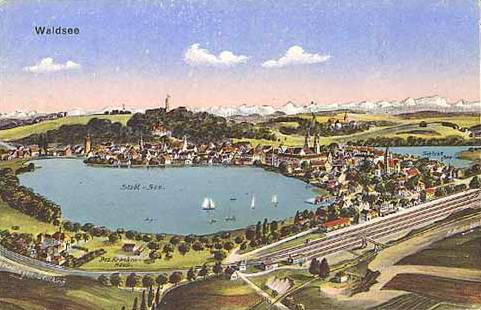
Waldsee (Oberschwaben) von E. Felle

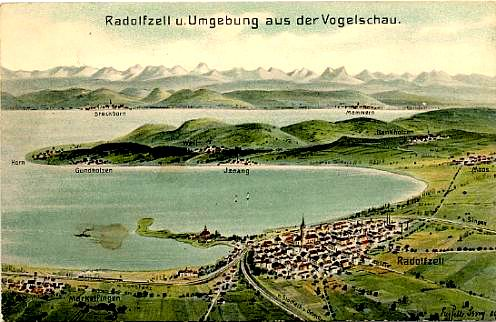
Höri (Bodensee) von E. Felle

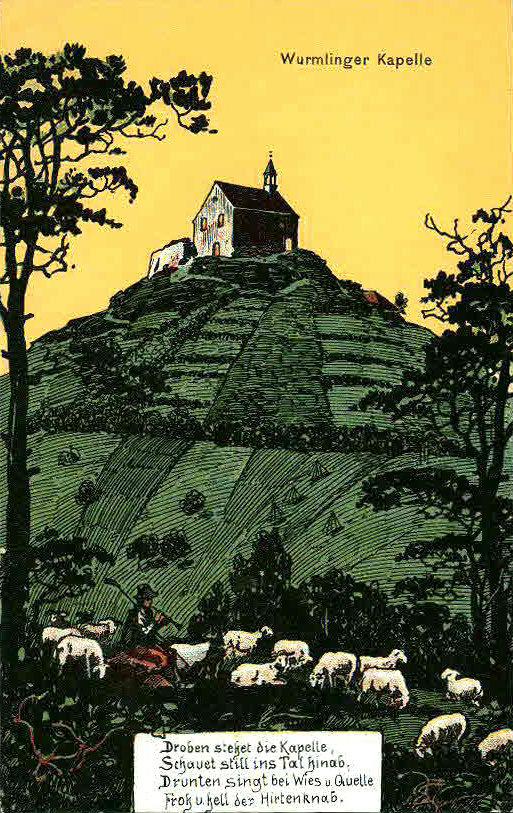
Sankt-Remigius-Kapelle (Wurmlingen) von E. Felle

Scheffau (Allgäu) von E. Felle

Eugen Felle (* 4. September 1869 in Isny im Allgäu; † 31. März 1934 ebenda) war ein deutscher Postkartenmaler und -verleger. Charakteristisch waren seine nach der Jahrhundertwende entstandenen Vogelschaukarten, die oft ein sehr weites Panorama abbildeten.

## Leben
Mit 13 Jahren begann Felle eine Bildhauerlehre im Atelier für kirchliche Kunst P. Metz in Gebrazhofen. Danach studierte er ab 1886 Bildhauerei und Malerei an der Kunstakademie in München. Im Anschluss war er für den Kösel-Verlag als Illustrator tätig und gründete 1892 sein eigenes Atelier und seinen eigenen Postkartenverlag in Isny. Dort beschäftigte er zeitweilig bis zu sechs Zeichner (u. a. Joseph Ruep), die nach seinen Zeichnungen und Vorlagen arbeiteten. So entstanden „jährlich einige hundert verschiedene Karten“, die mit E. Felle, Felle/Isny und Atelier E. Felle, Isny signiert wurden. Insgesamt sind mehr als 14.000 verschiedene Felle-Postkarten bekannt.
Eugen Felle heiratete 1900 die aus Ulm stammende Elsa Brachert, mit der er drei Kinder hatte. Der Maler und Fotograf Walter Felle war sein Sohn.
Neben seiner künstlerischen Arbeit betrieb Felle über drei Jahrzehnte hinweg eine erfolgreiche Bernhardinerzucht mit dem Namen „St. Bernhards-Zwinger zum Eistobel“, während seine Frau Angorakatzen züchtete.